# Função pública de interesse comum
Considera-se função pública de interesse comum a atividade ou o serviço cuja realização por parte de um município, isoladamente, seja inviável ou cause impacto nos outros municípios integrantes de uma região metropolitana.